# Анисим, Елена Николаевна
Еле́на Никола́евна Ани́сим (бел. Алена Мікалаеўна Анісім; р. 28 сентября 1962, дер. Савони, Столбцовский район, Минская область, Белорусская ССР, СССР) — белорусский языковед и общественный деятель. Председатель Товарищества белорусского языка имени Франциска Скорины (2017), научный сотрудник ГНУ «Центр исследований белорусской культуры, языка и литературы НАН Беларуси». Депутат Палаты представителей Национального собрания Белоруссии VI созыва (c 2016 по 2019 годы).

## Биография
Родилась 28 сентября 1962 года в деревне Савони Столбцовского района Минской области в семье учителей (девичья фамилия Амельчиц). Закончила Залужскую среднюю школу с золотой медалью в 1978 году. В том же году поступила в Белорусский государственный университет на филологический факультет, который окончила в 1983 году. Во время учёбы работала гидом-переводчиком с группами из Чехословакии, которые сопровождала с поездками по республикам Советского Союза.
Работала воспитателем в детском саду деревни Тесновая Столбцовского района (1984—1986), в средних школах № 55 (1986) и № 71 (1986—1991) города Минска. С 14 мая 1991 года — в Институте языкознания имени Якуба Коласа Академии наук БССР (ныне филиал Центра исследований белорусской культуры, языка и литературы НАН Республики Беларусь).
Замужем, имеет трёх взрослых сыновей.

## Общественная деятельность
С 1999 года является членом «Товарищества белорусского языка имени Франциска Скорины» (бел. Таварыства беларускай мовы iмя Францыска Скарыны — ТБМ), в 2000—2014 годах возглавляла Минскую городскую организацию ТБМ, с 2011 года — первый заместитель председателя ТБМ, с 2017 — председатель, до ликвидации властями ТБМ в 2021 году.
В 2014 году являлась координатором «Всебелорусского конгресса за независимость» — демократического проекта, участники которого считали угрозой суверенитету республики Беларусь такие формы её интеграции с РФ, как Союзное государство Белоруссии и России и ЕАЭС.
В том же 2014 году националистическое объединение «Совет белорусской интеллигенции» («Рада беларусскай интэллігенцыi», председатель — Владимир Колос) выдвинуло Елену Анисим кандидатом в президенты Белоруссии на президентских выборах 2015 года. Анисим согласилась выдвигаться, начала PR-кампанию и заручилась поддержкой представителей прозападной оппозиции (Александр Милинкевич и др.). Однако в ходе президентской кампании Анисим отказалась от дальнейшего участия, не собирала и не сдала в Центризбирком предписанные законом списки подписей за своё выдвижение кандидатом в президенты Белоруссии.
Анисим фигурирует в СМИ как беспартийная, о своём членстве в политических партиях не заявляла. В то же время она участвует в политических проектах и состоит в политических общественных объединениях.
На парламентских выборах 2016 года, будучи жительницей города Минска, выдвигалась кандидатом в депутаты Палаты представителей по Столбцовскому избирательному округу. Получив депутатский мандат, стала членом Постоянной комиссии по образованию, культуре и науке Палаты представителей.
В прессе Анисим фигурировала как представительница оппозиции правящему режиму. Тем не менее, 11 октября 2016 г. Е. Анисим вместе с подавляющим большинством депутатов поддержала кандидатуру одобренного в Администрации президента Владимира Андрейченко на должность председателя Палаты представителей Национального собрания. В дальнейшем не давала оснований сомневаться в лояльности к курсу, проводимому руководителем республики и неоднократно заявляла о необходимости поддержки проводимой властями политики.
В 2017—2018 годах  Елена Анисим активно участвовала в проекте по созданию в республике полностью белорусскоязычного университета, входила в оргкомитет. Министерство образования Белоруссии посчитало необоснованным финансирование ещё одного вуза из госбюджета при наличии более полусотни вузов и падении численности абитуриентов. В марте 2018 года инициативная группа добилась государственной регистрации своего проекта как «Частное учреждение образования "Университет имени Нила Гилевича"».
В конце января 2019 года Анисим заявила в интервью радиостанции «Европейское радио для Беларуси» о намерении участвовать в президентской кампании 2020 года, не снимать своей кандидатуры (как в прошлый раз) и бороться до конца. При этом она признала, что  победить Александра Лукашенко в борьбе за президентское кресло она не сможет.
В феврале она заявила: «Да, я считаю, что  по разным причинам вполне возможен отказ Лукашенко от участия в будущих выборах». В грядущей президентской кампании Анисим оценила потенциал своей электоральной поддержки на уровне 40%.
В декабре 2019 года Анисим заявила, что не видит смысла участвовать в президентских выборах, если в них будет участвовать Александр Лукашенко. Также она призвала провести сбор подписей за то, чтобы Лукашенко не выдвигал свою кандидатуру на этих выборах.
17 мая 2023 года Анисим была задержана у себя на работе в Национальной академии наук Беларуси. Её осудили на 12 суток административного ареста и уволили.